# Hadházy Zsuzsa
Hadházy Zsuzsa (Kolozsvár, 1952. március 9. – Budapest, 2011. július 3.) erdélyi újságíró, tanár, szerkesztő.

## Életpályája
1976-ban végzett a Babeș–Bolyai Tudományegyetem filozófia szakán. 1976–1980 a szatmárnémeti Pionírház módszertani irányítója volt. 1980 és 1990 között a bukaresti Ifjúmunkás tudósítója, majd szerkesztője. Dolgozott a szekszárdi Babits Kiadónál, a kolozsvári Családi Tükörnél, valamint a Bukaresti Rádió magyar adásánál. Versei, recenziói, jegyzetei, riportjai többek között az Igaz Szóban, a Korunkban, a kolozsvári   Szabadságban, a Művelődésben, a Hétben, a kolozsvári Provinciában jelentek meg. 1999-től a Kolozsváron megjelenő Krónika napilap szerkesztője volt. A Ki kicsoda Aradtól Csíkszeredáig? lexikon adatgyűjtője és szerkesztője volt.
Élete utolsó éveiben, már nagy betegen is tovább dolgozott. Budapesten hunyt el családja körében. A kolozsvári Házsongárdi temető lutheránus részében nyugszik.